# Storm over Melniboné
Storm over Melniboné of Elric van Melniboné (Engelse titel: Elric of Melniboné) is een sciencefictionroman van de Britse schrijver Michael Moorcock. Het boek maakt deel uit van de Elric Saga-serie.

## Synopsis
Het verhaal speelt zich af in Melniboné, het Drakeneiland dat tienduizend jaar met zijn tovenaar-keizers de wereld regeerde. Het verhaal gaat ook over de laatste keizer van Melniboné, een albino bijgenaamd de Vrouwenslachter, die zijn kracht deels haalt uit het gebruik van roesmiddelen en deels uit zijn levende zwaard Stormbrenger die de zielen van de verslagen tegenstanders tot zich nam. Hoewel hij volstrekt ongeschikt is, ziet Elric zich genoodzaakt de rol van held op zich te nemen als zijn neef Yrrkoon niet alleen Drakeneiland maar ook Elrics grote liefde opeist.